# Laggarberg östra
Laggarberg östra är en bebyggelse öster om tätorten Laggarberg och sydväst om Timrå i Timrå socken i  Timrå kommun, Västernorrlands län.
Från 1975 och fram till 1995 ingick bebyggelsen i tätorten Laggarberg. Sedan 1995 räknas den som en separat småort namnsatt till Laggarberg till 2005 därefter Laggarberg östra.

## Befolkningsutveckling
| Befolkningsutvecklingen i Laggarberg östra 1995–2015             | Befolkningsutvecklingen i Laggarberg östra 1995–2015 | Befolkningsutvecklingen i Laggarberg östra 1995–2015 | Befolkningsutvecklingen i Laggarberg östra 1995–2015 | Befolkningsutvecklingen i Laggarberg östra 1995–2015 |
| ---------------------------------------------------------------- | ---------------------------------------------------- | ---------------------------------------------------- | ---------------------------------------------------- | ---------------------------------------------------- |
|                                                                  |                                                      |                                                      |                                                      |                                                      |
| År                                                               |                                                      |                                                      | Folkmängd                                            | Areal (ha)                                           |
| 1995                                                             | 1995                                                 |                                                      | 94                                                   | 17#                                                  |
| 2000                                                             | 2000                                                 |                                                      | 104                                                  | 17#                                                  |
| 2005                                                             | 2005                                                 |                                                      | 101                                                  | 17#                                                  |
| 2010                                                             | 2010                                                 |                                                      | 94                                                   | 17#                                                  |
| 2015                                                             | 2015                                                 |                                                      | 70                                                   | 11#                                                  |
| Anm.: Ny småort 1995. 1995-2005 kallad Laggarberg. # Som småort. |                                                      |                                                      |                                                      |                                                      |